# 1821 az irodalomban
Az 1821. év az irodalomban.

## Események
- március 12. – Kolozsvárt megnyílik a magyar színjátszás első, kőből épült állandó színháza Carl Theodor Körner Zrínyi című drámájával (Petrichevich-Horváth Dániel fordításában). Kölcsey Ferenc tanulmánya e színműről veti meg a magyar színikritika alapjait.[1]
- Szemere Pál szerkesztésében megindul Pesten a Szépliteratúrai Ajándék (1821–1828), a Tudományos Gyűjtemény irodalmi melléklapja.

## Megjelent új művek
- Walter Scott regénye: Kenilworth.

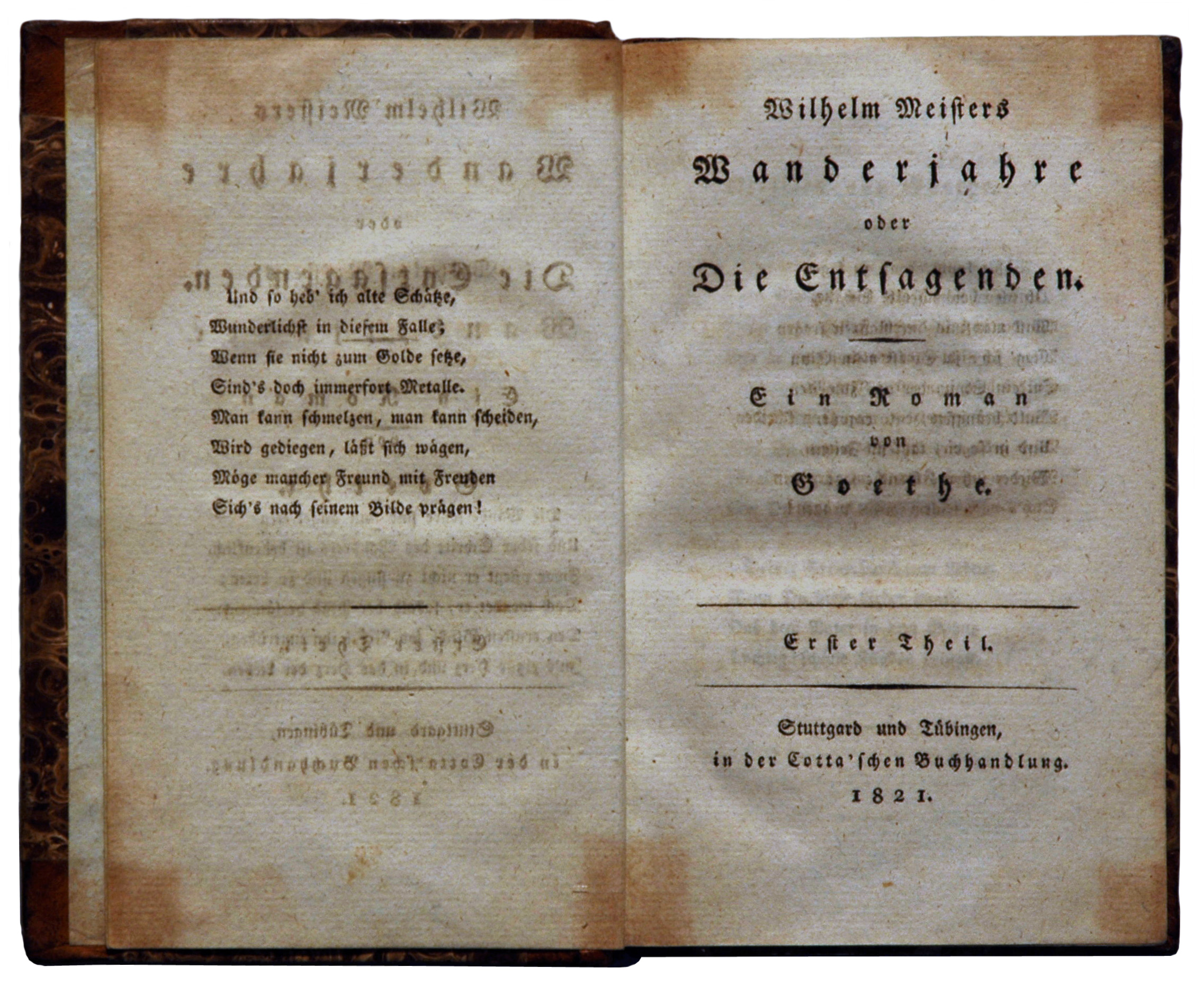
Wilhelm Meister vándorévei (1821)

- James Fenimore Cooper regénye: The spy (A kém).
- Thomas De Quincey angol esszéíró emlékiratai: Confessions of an English Opium-Eater,  „az angol próza egyik nagy mesterműve”[2] A folyóiratban közzétett munka 1822-ben önálló könyvként is megjelenik.
- Johann Wolfgang von Goethe: Wilhelm Meister vándorévei (Wilhelm Meisters Wanderjahre), első kiadás. A második, lényegesen átdolgozott változat 1829-ben jelent meg.
- E. T. A. Hoffmann regénye: Die Doppelgänger (A hasonmás).
- Charles Nodier francia író fantasztikus elbeszélése: Smarra, ou les Démons de la nuit (Smarra vagy az éjszaka démonai).

### Költészet
- George Byron drámai költeménye: Cain (Káin)
- Percy Bysshe Shelley: Adonaïs, John Keats halálára írt elégia
- Ján Kollár cseh nyelven író szlovák szerző főként szonettekből álló első verseskötete: Básně Jana Kollára

### Dráma

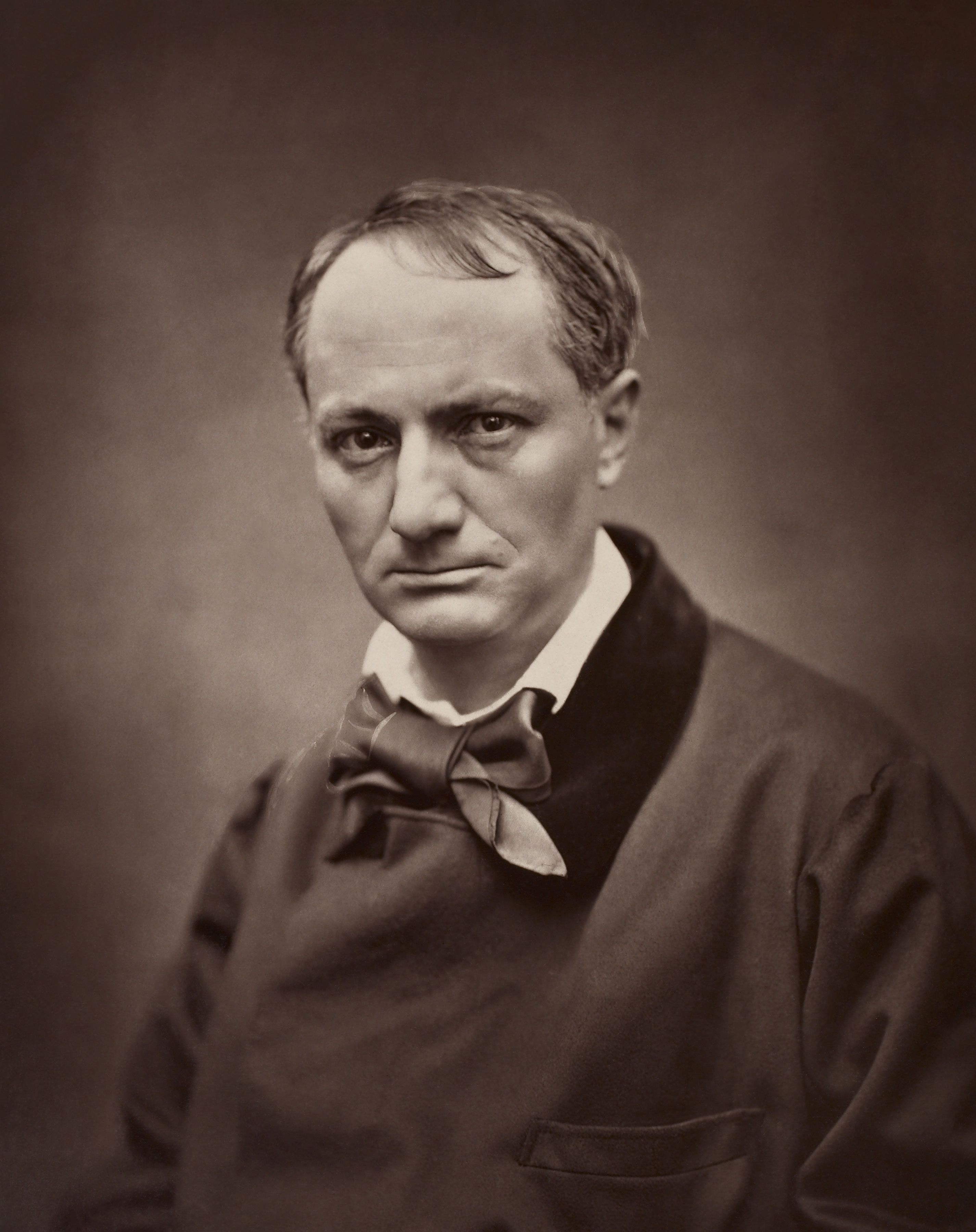
Charles Baudelaire

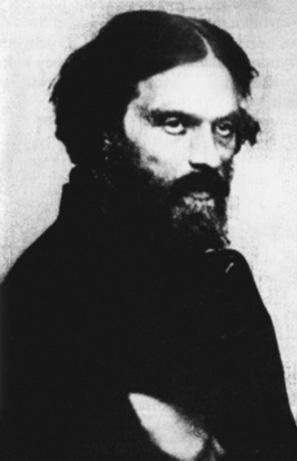
Cyprian Norwid

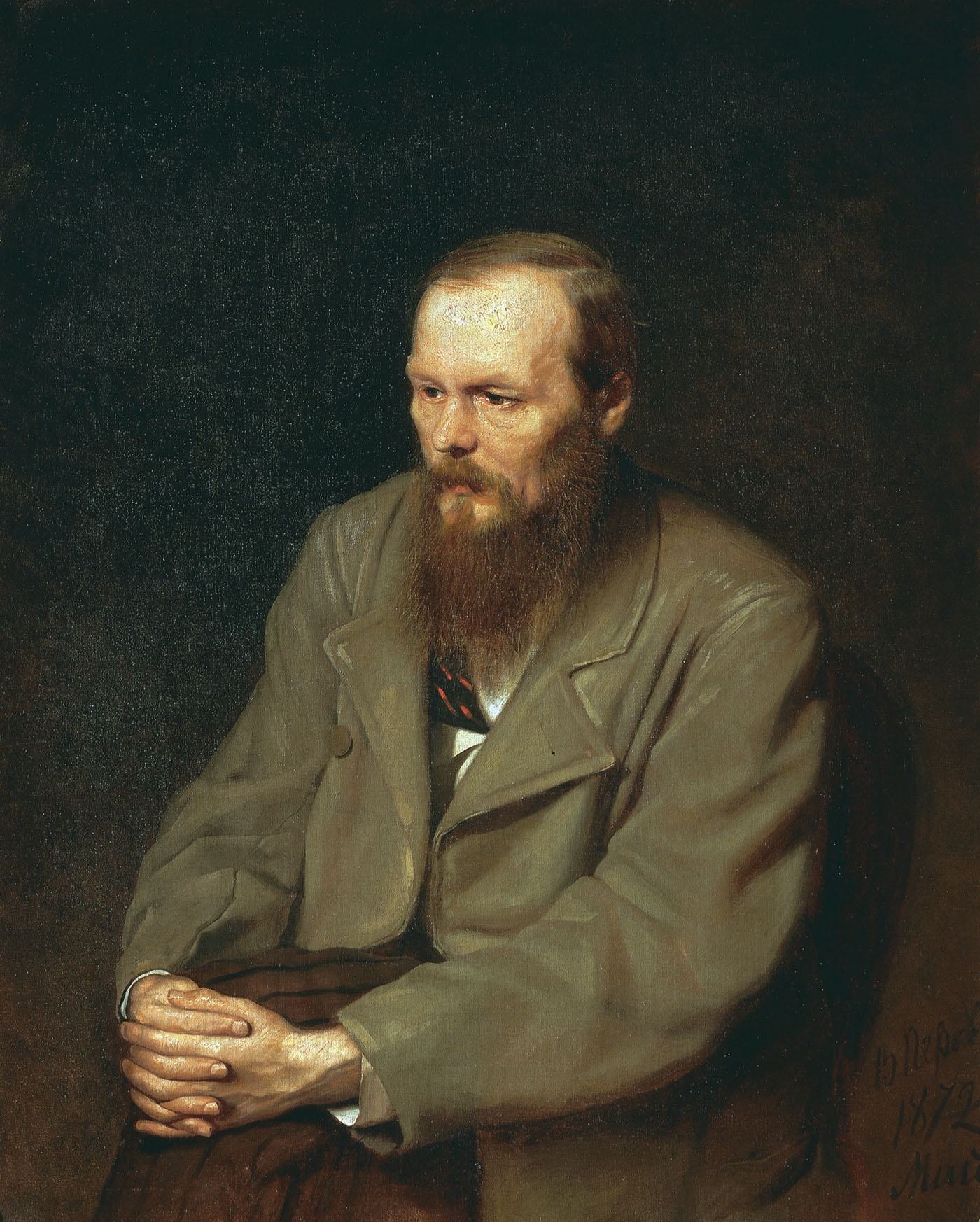
Fjodor Dosztojevszkij

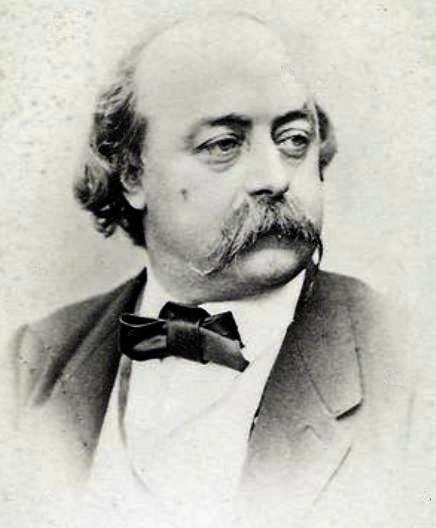
Gustave Flaubert

- George Byron két verses drámája a Káinnal együtt (egy kötetben) jelenik meg: 
  - Sardanapalus
  - The Two Foscari
- Franz Grillparzer antik minták alapján írt háromrészes drámája: Das goldene Vliess (Az aranygyapjú) (bemutató és első kiadás) 
  - Der Gastfreund (A vendég)
  - Die Argonauten (Az argonauták)
  - Medea
- Aleksander Fredro lengyel költő, színműró vígjátékának bemutatója: Pan Geldhab (Geldhab úr)
- Heinrich von Kleist 1810-ben elkészült drámájának bemutatója Bécsben: Prinz Friedrich von Homburg (Frigyes homburgi herceg)

### Magyar nyelven
- Budán megjelenik Verseghy Ferenc nyelvészeti nézeteinek összefoglalása: Magyar grammatika avagy nyelvtudomány
- Kölcsey Ferenc történeti tárgyú balladája: Dobozi
- Kisfaludy Károly előző évben megjelent Iréne című szomorújátékát bemutatják Székesfehérváron

#### Fordítások magyar nyelvre
- Először jelenik meg magyarul Homérosz Iliasza; fordítója Vályi Nagy Ferenc (két kötet, Kassa)

## Születések
- március 2. – Bérczy Károly magyar író, költő, újságíró, műfordító († 1867)
- március 19. – Richard Francis Burton angol felfedező, fordító, író, orientalista, etnológus († 1890)
- április 9. – Charles Baudelaire francia költő, esszéíró, a modern szimbolista költészet kiemelkedő képviselője († 1867)
- június 30. – William Hepworth Dixon angol történész, író lapszerkesztő († 1879)
- július 21. – Vasile Alecsandri román romantikus költő, néprajzkutató, dramaturg, politikus, a román színjátszás és dráma létrehozója († 1890)
- szeptember 24. – Cyprian Kamil Norwid lengyel költő, drámaíró, író, képzőművész († 1883)
- november 11. – Fjodor Mihajlovics Dosztojevszkij orosz író, a világirodalom mindmáig legnevesebb szerzőinek egyike († 1881)
- november 28. – Nyikolaj Alekszejevics Nyekraszov orosz költő, író, publicista, az orosz irodalom klasszikusa († 1878)
- december 12. – Gustave Flaubert francia író, a lélektani regény egyik legnagyobb mestere († 1880)

## Halálozások
- február 14. – Petru Maior román görögkatolikus pap, író, történész, nyelvész, az erdélyi iskola kiemelkedő képviselője (* 1760)
- február 23. – John Keats angol romantikus költő (* 1795)
- augusztus 1. – Elizabeth Inchbald angol színésznő, író, drámaíró (* 1753)
- szeptember 10. – Franciszek Zabłocki lengyel költő, szatirikus vígjátékok írója (* 1752)